# Teano (stacja metra)
Teano – stacja na linii C metra rzymskiego. 
Znajduje się pod Via Teano, w pobliżu via dei Gordiani i via Prenestina, obszarze, w którym znajdują się szkoły i ośrodki sportowe.

## Historia
Budowa rozpoczęła się w kwietniu 2007 i zakończyła się w styczniu 2015. Ukończona i przekazana rzymskiemu przedsiębiorstwu transportu publicznego ATAC na wstępne ćwiczenia w dniu 12 maja 2015, stacja została udostępniona publicznie w dniu 29 czerwca 2015 wraz z innymi stacjami odcinka Mirti-Lodi.